# 브라이트병
브라이트병(Bright's disease)은 현대 의학에서 급성 또는 만성 신장염으로 분류되는 신장병들의 역사적 명칭이다. 이 질환의 특징으로는 부종과 소변 내 알부민의 존재 등이 있다. 또한 고혈압과 심장 질환을 동반하는 경우가 많았다.

## 증상 및 징후
1827년에 영국의 의사인 리처드 브라이트가 브라이트병의 징후 및 증상을 처음 기술했으며, 질환명은 그의 이름을 따서 명명되었다. 브라이트는 자신의 저서인 《Reports of Medical Cases》에서 신장 질환에서 기인한 것으로 보이는 25건의 부종 사례를 설명했다. 주요 증상과 징후로는 장막의 염증, 출혈, 뇌졸중(apoplexy), 경련, 실명, 혼수상태 등이 있었다. 이러한 환자들 가운데 다수는 소변에서 알부민이 검출되었으며(숟가락과 촛불 열을 이용한 응고법으로 확인), 사후 부검에서 신장에 뚜렷한 병리학적 변화가 관찰되었다. 수종, 소변 내 알부민, 신장 질환이라는 삼합(triad)은 이후 브라이트병의 대표적인 특징으로 간주되었다.
이후 브라이트와 다른 연구자들의 연구는 심장비대와의 연관성을 보여주었으며, 브라이트는 이를 심장 자극에 의한 결과로 보았다. 프레더릭 아크바르 마호메드는 소변에서 알부민이 나타나기 전에 혈압이 상승할 수 있음을 밝혔고, 이러한 혈압 상승과 혈류 저항 증가가 심장 비대의 원인으로 여겨졌다.
오늘날에는 브라이트병이 매우 다양하고 광범위한 신장 질환들에 의해 발생한다는 사실이 알려져 있다. 따라서 ‘브라이트병’이라는 용어는 역사적인 명칭으로만 사용되며, 현대 의학적 진단에서는 더 이상 사용되지 않는다. 브라이트병은 당뇨병 환자들에게 자주 진단되었으며, 이들 사례 중 적어도 일부는 오늘날의 진단 기준으로는 당뇨병성 콩팥병증에 해당할 가능성이 있다.

## 치료
브라이트병은 과거에 온욕, 사혈, 해총, 디기탈리스, 수은 화합물, 아편, 이뇨제, 완하제 등을 비롯해 술, 치즈, 붉은 고기 등을 피하는 식이요법으로 치료되었다. 독일인 아널드 에레은 브라이트병 진단을 받았고, 유럽에서 가장 저명한 의사 24명에게 불치 판정을 받았다. 에레트은 자신만의 식이요법인 ‘무점액 식이 치유 시스템’(The Mucusless Diet Healing System)을 고안했고, 이 식단을 통해 병을 치유했다고 주장했다. 미국의 의사인 윌리엄 하워드 헤이 또한 브라이트병을 앓았으며, ‘헤이 다이어트’를 통해 스스로 병을 고쳤다고 전해진다.